# Снина
Снина (Сніна) (словац. Snina) — місто в Словаччині, Снинському окрузі Пряшівського краю. Розташоване в східній частині Словаччини, у долині р. Ціроха на північному узбіччі Вигорлату. До 1960 р. Снина — округовий центр, з 1996 р. знову адміністративний центр новоствореного Снинського округу. В околиці міста є кілька десяток сіл з населенням русинського походження, за віросповідуванням греко-католики або православні. За Кубійовичем через Снину проходить межа української етнічної території.

## Історія
Вперше згадується у 1317 році.

## Символи міста
Статутом міста визначено символи: герб, прапор, печатка.
За основу герба міста Снина взято історичну печатку ХІХ століття. Герб має форму щита зеленого кольору на якому зображено золотисте (жовте) водне колесо, а поряд з ним сріблясті (білі): жолоб, молот і ковальня. Офіційно герб затверджений 30 червня 1977 року. Автор графічного дизайну — Десайдер Барта (словац. Dezider Barta). Гербова печатка містить напис «MESTO SNINA» виділений зірочками.
Прапор міста складається з трьох однакових за шириною смуг жовтого, зеленого і білого кольору розташованих вертикально. Прямокутне полотнище має трикутний край і співвідношення сторін 2:3.
Кольори міста: жовтий, зелений, білий.

## Економіка
У місті знаходиться машино-будівельна фабрика «Вігорлат» (словац. Vihorlat), лісопильня «Беки» (словац. píla Beky).

## Освіта
У Снині працює 8 дитсадків, 7 початкових шкіл, 6 середніх шкіл, в тому числі 2 гімназії та машинобудівельний технікум.

## Культура
У місті є римо-католицький костел з 1751 р., греко-католицька церква з 1992 р. та православна церква.

## Населення
| Рік:            | 1993   | 2003    | 2013    | 2023     |
| --------------- | ------ | ------- | ------- | -------- |
| Кількість осіб: | 20 275 | 21 390  | 20 496  | 18 101   |
| Різниця:        |        | +5,49 % | -4,17 % | -11,68 % |

| Рік:            | 2022   | 2023    |
| --------------- | ------ | ------- |
| Кількість осіб: | 18 208 | 18 101  |
| Різниця:        |        | -0,58 % |

У місті проживає 20 998 осіб.
Національний склад населення (за даними останнього перепису — 2001 року):
- словаки — 86,78 %
- цигани (роми) — 1,86 %
- русини — 5,84 %
- українці — 2,51 %
- чехи — 0,58 %
- угорці — 0,09 %
- поляки — 0,05 %

Склад населення за приналежністю до релігії станом на 2001 рік:
- римо-католики — 56,03 %,
- греко-католики — 19,21 %,
- православні — 13,59 %,
- протестанти (евангєлики)- 0,30 %,
- гусити- 0,01 %,
- не вважають себе віруючими або не належать до жодної вищезгаданої церкви — 9,61 %

## Міста-побратими
- Хуст
- Кременчук
- Леско
- Богухвала
- Жарошіце
- Прага
- Северихизар
- Токай